# The Gambler from Natchez
The Gambler from Natchez (bra: Eu Me Vingarei) é um filme estadunidense de 1954, do gênero faroeste, dirigido por Henry Levin para a 20th Century Fox.

## Elenco
- Dale Robertson...Cap. Vance Colby
- Debra Paget...Melanie Barbee
- Thomas Gomez...Cap. Antoine Barbee
- Lisa Daniels...Ivette Rivage
- Kevin McCarthy...André Rivage
- Douglas Dick...Claude St. Germaine
- John Wengraf...Nicholas Cadiz
- Donald Randolph...Pierre Bonet
- Henri Letondal...Robert Renard
- Jay Novello...René Garonne
- Woody Strode...Josh

## Sinopse
Nos anos de 1840, o capitão Vance Colby deixa o Exército depois de quatro anos e viaja do Texas até Nova Orleans num barco fluvial onde conhece o capitão Barbee e a filha Melanie, que se tornam amigos dele. Seu pai, um conhecido jogador profissional, o esperava com urgência então, para ir mais depressa, segue a parte final do caminho a cavalo mas ele para ao ajudar a bela dama do sul Ivette que tivera um cavalo machucado. Ela o leva a conhecer o irmão, André Rivage. Após deixar a aristocrática mansão dos Rivage, Vance continua a viagem mas é emboscado e esfaqueado. Consegue voltar ao navio e seus amigos o salvam. Vance finalmente chega ao hotel em que seu pai o aguardava, mas lhe encontra morto, assassinado por André Rivage que lhe acusara de trapacear num jogo de cartas. Vance percebe que seu pai fora traído e prepara a vingança contra André e os demais que o ajudaram.